# Nowogard
Nowogard [nɔ'vɔgart] (deutsch Naugard) ist eine Stadt im Powiat Goleniowski (Kreis Gollnow) in der polnischen Woiwodschaft Westpommern. Sie hat 17.000 Einwohner, die Gemeinde hat 25.000 Einwohner.

## Geographische Lage
Die Stadt in Hinterpommern ist von großen Wiesenniederungen und Waldgebieten umgeben und liegt am östlichen Ende des Naugarder Sees (poln. Jezioro Nowogardzkie). In der Nähe fließt der Rega-Nebenfluss  Zampel (poln. Sąpólna) vorbei. Stettin liegt 60 km südwestlich entfernt, zur Ostsee sind es 55 km.
Die Stadt hat eine Fläche von 12,5 km², die Gemeinde von 338,7 km²

## Geschichte

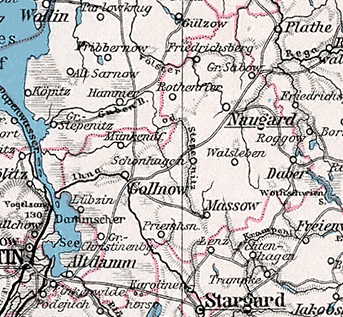
Naugard auf einer Landkarte von 1905.

Naugard Stadtplan 1880–1920

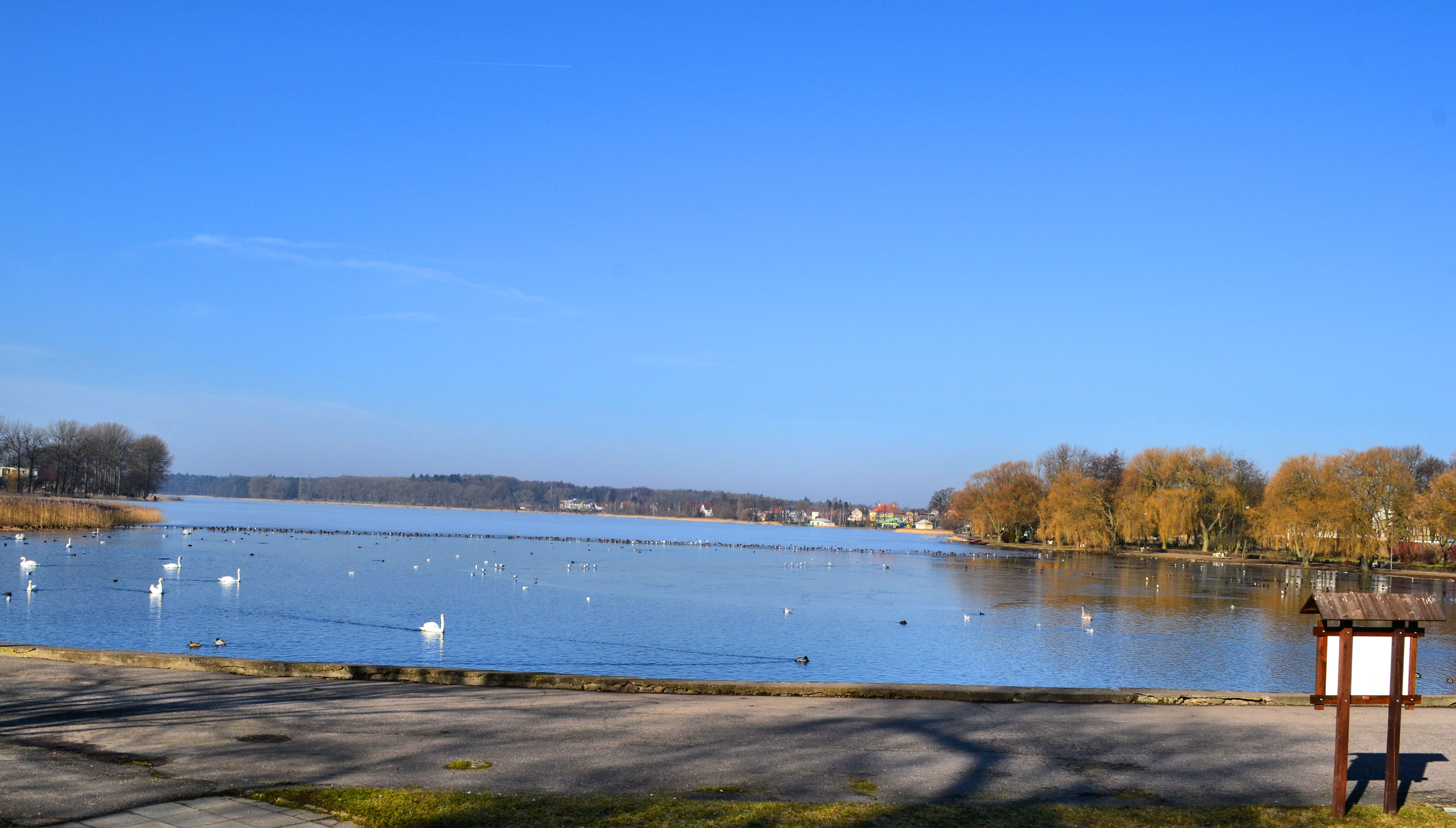
Naugarder See (poln. Jezioro Nowogardzkie) mit der Stadt im Hintergrund

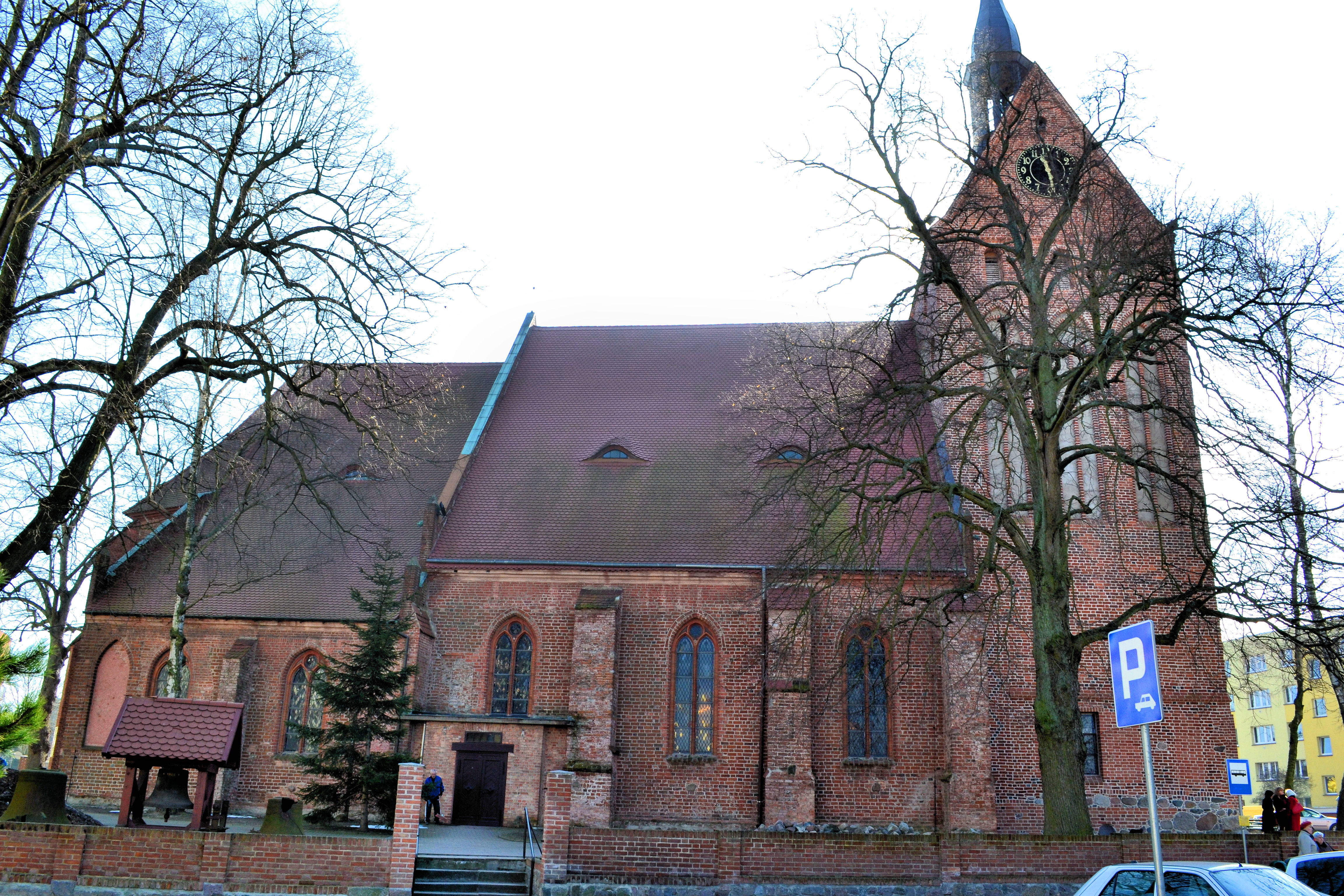
Marienkirche

Der Ort wurde 1248 anlässlich einer Schenkung des Pommernherzogs Barnim I. an das Bistum Cammin erstmals als Nogart erwähnt. Der Name ist pomoranisch-slawischen Ursprungs. Das Grafengeschlecht Eberstein erwarb 1274 die Burg und die Ortschaft Naugard als Lehen der Bischöfe von Kammin. Die Ebersteiner blieben Burgherren und Herren der Grafschaft Eberstein bis zu ihrem Aussterben 1663. Am 30. April 1309 verliehen die regierenden Grafen von Eberstein, dies waren Otto, Hermann und Albert, der Ortschaft Naugard das Stadtrecht nach Lübischem Recht. Von der fortschreitenden Entwicklung der Stadt zeugt die 1334 fertiggestellte Marienkirche. Im Jahre 1348 suchte die Pest Naugard heim.
Mit der Einführung der Reformation in Pommern wurden auch die Bürger Naugards 1534 evangelisch, und die Lehnshoheit ging an die Herzöge von Pommern-Wolgast über. Während des Dreißigjährigen Krieges wütete erneut die Pest in der Stadt, es blieben nur etwa 300 Einwohner, darunter lediglich sieben Ehepaare am Leben. 1665 belehnte der Kurfürst von Brandenburg seinen Statthalter in Pommern Ernst Bogislaw von Croy mit der Grafschaft Naugard. Während des brandenburgisch-schwedischen Krieges (1674–1679) plünderten 1675 schwedische Truppen die Stadt und die Burg. Ein Großbrand zerstörte Naugard im Jahre 1699. 1715 wurde Naugard mit nur 600 Einwohnern preußische Garnisonsstadt.
Im 19. Jahrhundert hielt die Industrialisierung Einzug, es entstanden eine Tuchmacherei, eine Lohgerberei und eine Lederfabrik. Während des Vierten Koalitionskrieges gegen Napoleon verzögerte 1807 Ferdinand von Schill durch die Verteidigung der Stadt den Vormarsch der Franzosen gegen Kolberg (siehe Belagerung Kolbergs 1807). Nach dem Wiener Kongress (1815) wurde Naugard zur Kreisstadt des gleichnamigen Landkreises. In die Burg Everstein kam 1820 nach einem Umbau eine Männer-Strafanstalt, die lange Zeit die einzige in Pommern war. In der ehemaligen Burg befindet sich auch heute noch ein Gefängnis. Nach Fertigstellung der Eisenbahnlinie Altdamm–Kolberg erhielt 1883 Naugard einen Bahnanschluss. Zu dieser Zeit lebten in Naugard etwa 4800 Menschen. 1892 ernannte Naugard Otto von Bismarck, der in jungen Jahren Gutsherr im pommerschen Kniephof und zeitweilig Kreisdeputierter in Naugard gewesen war, zum Ehrenbürger. Zu Beginn des 20. Jahrhunderts entstanden eine Molkerei, eine Brennerei und eine Stärkefabrik, und eine rege Bautätigkeit setzte ein. Naugard bekam ein Kreiskrankenhaus; Postamt und Landratsamt wurden ebenso errichtet wie ein Gaswerk und ein Umspannwerk. Südlich des Bahnhofes entstand die Wohnsiedlung „Gute Hoffnung“. 1911 bauten sich die Bürger ein neues Rathaus.
Zu den Nachwirkungen des Ersten Weltkriegs zählte das eigene Notgeld, das die Stadt 1920 herausgab. In den 1920er Jahren bemühte man sich um den Fremdenverkehr; das Hotel „Fürst Bismarck“ wurde gebaut, die Badeanstalt am nahe gelegenen Dammschen See erneuert, der Reinke-Park angelegt und im Stadtzentrum die modernen Geschäftsstraßen ausgebaut.
Anfang der 1930er Jahre hatte die Gemarkung der Stadt Naugard eine Fläche von 28,6 km², und im Stadtgebiet standen insgesamt 534 bewohnte Wohnhäuser an 17 verschiedenen Wohnstätten:
1. Ausbauten b. Eberstein
2. Ausbauten im Werder
3. Brennerei
4. Friedrich-Wilhelmshof
5. Genesungsheim Waldfriede
6. Linashof
7. Malzmühle
8. Naugard
9. Petermannshof
10. Radloffshof
11. Schwingmühle
12. Schützenhaus im Gallberg
13. Stadtziegelei
14. Tesch Mühle
15. Wegeshof
16. Wilhelmsfelde
17. Zampelmühle

Um 1935 hatte die Stadt Naugard unter anderem das Hotel Fürst Bismarck, fünf Gasthöfe und Restaurants, ein Café, zwei Sparkassen, eine Branntweinbrennerei, eine Destillationsfabrik, eine Essigfabrik, zwei Stärkefabriken, drei Möbelfabriken, eine Zementwarenfabrik, eine Ziegelei, ein Holzsägewerk, eine Mühle, 14 Kolonialwarenhandlungen, eine Eiergroßhandlung, vier Getreidehandlungen, eine Pferdehandlung und neun Viehhandlungen. 1939 hatte Naugard 8202 Einwohner.
Als gegen Ende des Zweiten Weltkriegs im März 1945 die Kriegsfront sich auf die Stadt zubewegte, setzte eine Fluchtbewegung der Einwohner ein. Am 4. März 1945 begannen die Kämpfe um die Stadt, die einen Tag später mit der Zerstörung der Innenstadt und der Eroberung durch die Rote Armee endeten. Nach Einstellung der Kampfhandlungen wurde die Stadt seitens der sowjetischen Besatzungsmacht der Volksrepublik Polen zur Verwaltung überlassen. Naugard erhielt den polonisierten Stadtnamen Nowogard. Die noch in der Stadt verbliebenen deutschen Einwohner hatten sich am 24. Juni 1945 auf dem Marktplatz einzufinden und wurden von der polnischen Administration aus Naugard und dem Kreisgebiet vertrieben.
Die Stadt verlor unter polnischer Verwaltung ihren alten Status als Kreisstadt, heute ist sie dem Powiat Goleniowski zugeordnet, dessen Verwaltungssitz Goleniów innehat.

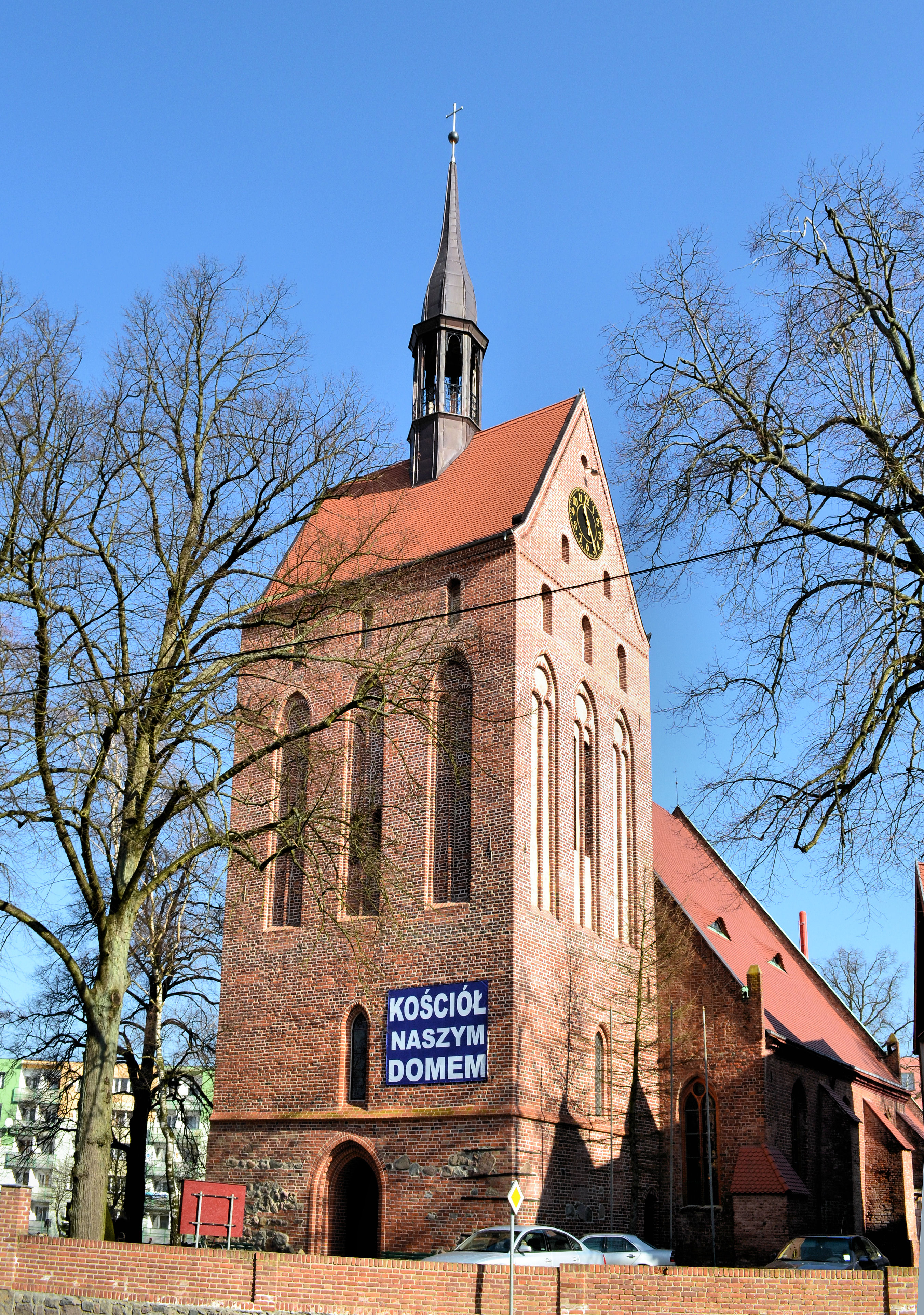
Turm von St. Marien

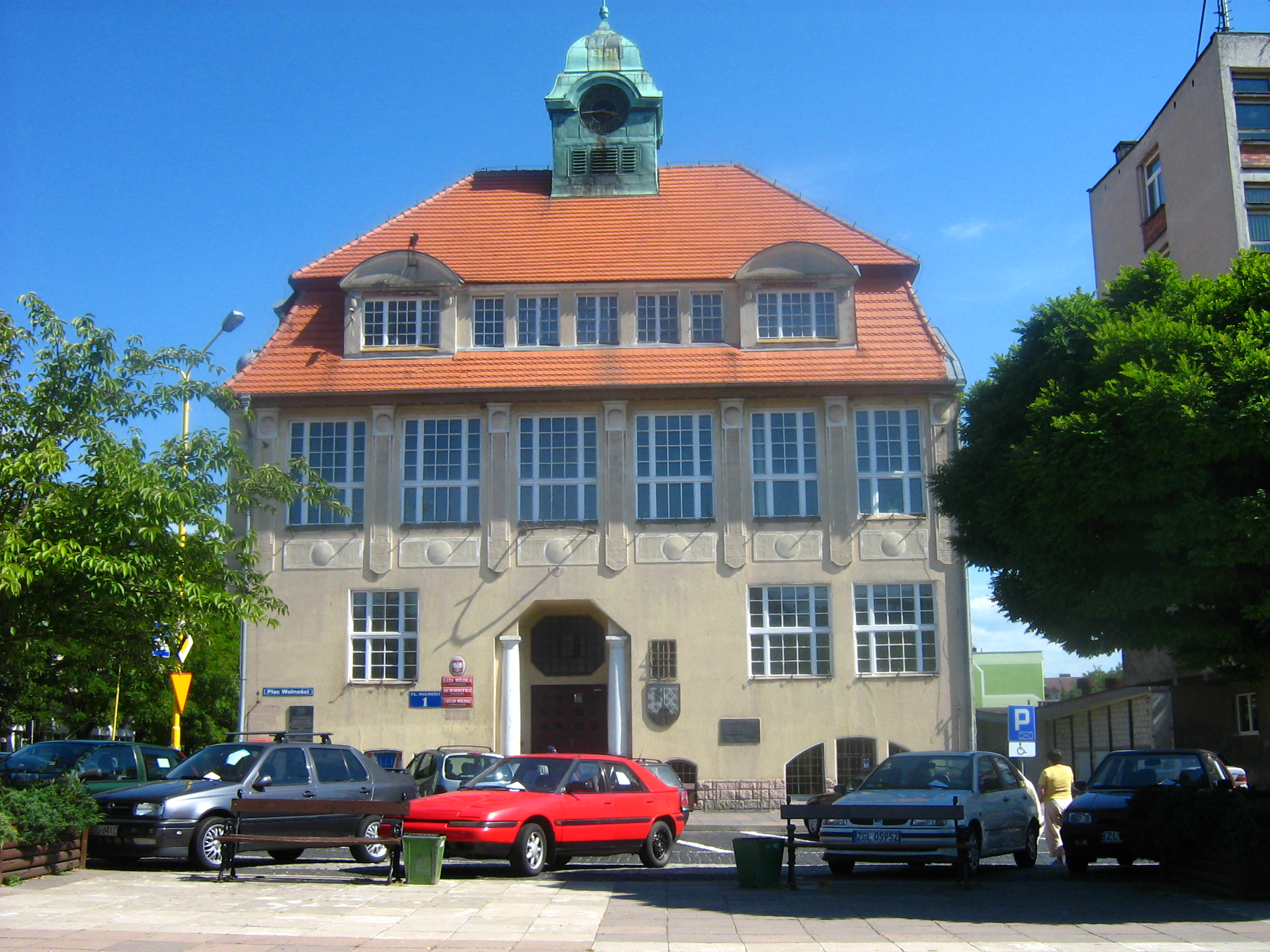
Rathaus

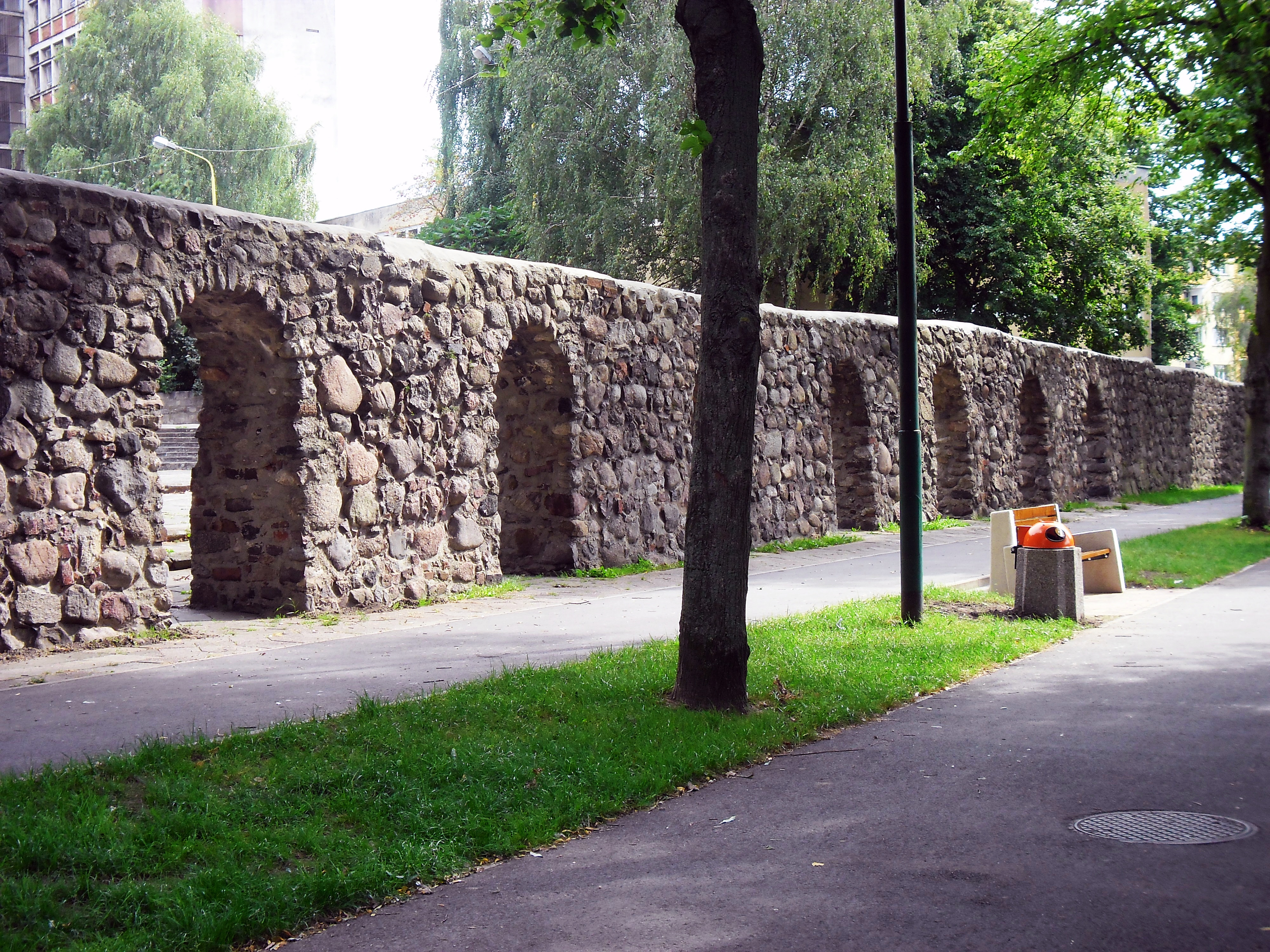
Fragment der Stadtmauer

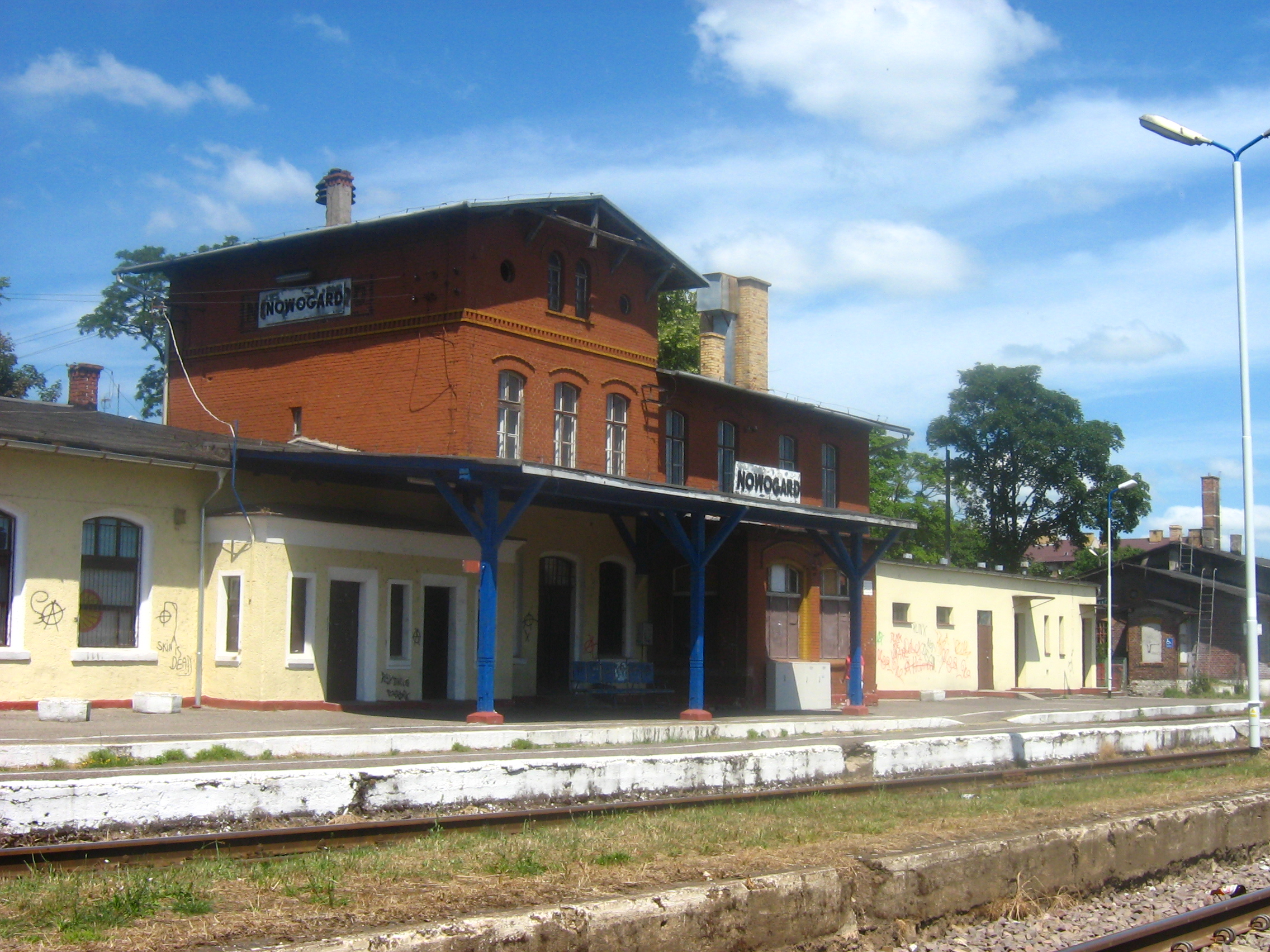
Bahnhof

### Demographie
| Jahr | Einwohner | Anmerkungen                                            |
| ---- | --------- | ------------------------------------------------------ |
| 1740 | 0658      | [ 4 ]                                                  |
| 1782 | 0868      | darunter 24 Juden                                      |
| 1794 | 0998      | darunter 23 Juden                                      |
| 1802 | 0937      | [ 9 ]                                                  |
| 1810 | 1207      | [ 9 ]                                                  |
| 1812 | 1126      | darunter 13 Katholiken und 31 Juden                    |
| 1816 | 1277      | darunter 13 Katholiken und 33 Juden                    |
| 1821 | 1611      | 182 Privatwohnhäuser                                   |
| 1831 | 1897      | darunter fünf Katholiken und 49 Juden                  |
| 1843 | 2775      | darunter 22 Katholiken und 60 Juden                    |
| 1852 | 2098      | darunter zwei Katholiken und 55 Juden                  |
| 1861 | 4682      | darunter 31 Katholiken und 103 Juden                   |
| 1875 | 4785      | [ 10 ]                                                 |
| 1880 | 4949      | [ 10 ]                                                 |
| 1890 | 4872      | darunter 66 Katholiken und 107 Juden                   |
| 1910 | 5087      | am 1. Dezember                                         |
| 1925 | 6409      | darunter 6254 Evangelische, 28 Katholiken und 48 Juden |
| 1933 | 7356      | [ 10 ]                                                 |
| 1939 | 8202      | [ 10 ]                                                 |

## Sehenswürdigkeiten
- Die gotische Marienkirche war bis 1945 evangelisch und ist seit der Weihe am 5. August 1945 die römisch-katholische Stadtkirche von Nowogard. Sie wurde im 14. Jahrhundert im Stil der Backsteingotik errichtet und später mehrfach umgebaut. 1918 erhielt der Frontturm das Querdach mit Dachreiter. Im Innern sind der Renaissance-Hochaltar vom Ende des 16. und die frühbarocke Kanzel aus dem 18. Jahrhundert beachtenswert. Nach einem Brand, der am 3. Dezember 2005 das Turmdach zum Einsturz brachte und die Orgel zerstörte, wurde die Kirche aufwendig restauriert. Die angebaute Begräbniskapelle der Grafen von Eberstein ist nicht mehr vorhanden.[12]
- Aus dem 14. Jahrhundert stammt die Stadtbefestigung, von der sich Teilstücke der Feldsteinmauer südlich des Marktplatzes erhalten haben. Die zwei Stadttore und die Wehrtürme sind nicht erhalten.
- Am Marktplatz (polnisch Plac Wolności, also Freiheitsplatz) steht das Rathaus – erbaut 1911 in neobarocken Jugendstilformen, daneben steht das polnische Denkmal der Stadtübernahme von 1945.
- Die zwei größten Eiben Westpommerns befinden sich in der Stadt am Platz des Friedens, sie sind 10 und 12 Meter hoch und rund 700 Jahre alt.

## Persönlichkeiten

### Ehrenbürger
- 1892: Otto von Bismarck, Reichskanzler

### Söhne und Töchter der Stadt
- Martin Statius (1589–1655), deutscher evangelischer Theologe, Diakon an der Johanneskirche zu Danzig
- Friedrich Michael Ziegenhagen (1694–1776), deutscher Theologe, lutherischer Hofprediger in London
- David Cranz (1723–1777), deutscher evangelischer Theologe und Missionar
- Friedrich Otto Wichmann (1763–nach 1791), deutscher evangelischer Theologe und Schulmann
- Julius Kosleck (1825–1905), deutscher Musiker und Musikpädagoge
- Max Burchardt (1831–1897), deutscher Mediziner, Generalarzt und Hochschullehrer
- Hermann Cuno (1831–1896), deutscher Architekt
- Albert Heintze (1831–1906), deutscher Philologe
- Philipp von Bismarck (1844–1894), deutscher Rittergutsbesitzer und Parlamentarier
- Hans Lutsch (1854–1922), deutscher Kunsthistoriker und Denkmalpfleger
- Johannes Mühlenbruch (1855–1932), deutscher Historienmaler
- Paul von Szczepanski (1855–1924), deutscher Publizist
- Otto Dross (1861–1916), deutscher Schriftsteller und Gymnasiallehrer
- Paul Manasse (1866–1927), deutscher Laryngologe, Professor in Straßburg und Würzburg
- Kurt Lüdtke (1898–?), deutscher Politiker (NSDAP)
- Raban Freiherr von Canstein (1906–2005), deutscher General
- Fritz Maass (1910–2005), deutscher evangelischer Theologe, Professor für Altes Testament
- Horst Rusch (1939–2024), deutscher Gewerkschafter (FDGB), zuletzt Vorsitzender des FDGB-Bezirksvorstands Neubrandenburg
- Udo Timm (1941–2011), deutscher Politiker (DA, CDU), Landtagsabgeordneter in Mecklenburg-Vorpommern
- Albert H. Walenta (* 1943), deutscher Physiker, Rektor der Universität Siegen
- Mateusz Zaremba (* 1984), Handballspieler
- Nikola Wielowska (* 2002), Radsportlerin

## Gemeinde
Die Stadt- und Landgemeinde Nowogard zählt auf einer Fläche von 339 km² rund 25.000 Einwohner und gliedert sich neben dem gleichnamigen Hauptort in folgende 33 Schulzenämter (sołectwo):
| - Błotno (Friedrichsberg) - Brzozowo (Birkenwalde) - Boguszyce (Ottendorf) - Czermnica (Rothenfier) - Dąbrowa Nowogardzka (Damerow) - Długołęka (Langkafel) - Glicko (Glietzig) - Grabin (Gräwenhagen) - Jarchlino (Jarchlin) - Karsk (Kartzig) - Krasnołęka (Neu Langkafel) | - Kulice (Külz) - Lestkowo (Groß Leistikow) - Maszkowo (Maskow) - Miętno (Minten) - Olchowo (Wolchow) - Orzechowo (Düsterbeck) - Orzesze (Neu Düsterbeck) - Osowo (Wussow) - Ostrzyca (Bernhagen) - Sąpolnica (Zampelhagen) - Sikorki (Zickerke) | - Słajsino (Schloissin) - Strzelewo (Strelowhagen) - Szczytniki (Schnittriege) - Świerczewo (Schwarzow) - Trzechel (Trechel) - Wierzbięcin (Farbezin) - Wierzchy (Vierhof) - Wojcieszyn (Eberstein) - Wołowiec (Döringshagen) - Wyszomierz (Wismar) - Żabowo (Groß Sabow) - Żabówko (Klein Sabow) |

## Verkehr
Die Stadt liegt an der wichtigen Verbindungsstraße Stettin–Köslin–Danzig. In Goleniów (Gollnow) befindet sich der Flughafen der Region, 20 km entfernt. Der Ostseefährhafen befindet sich im 75 km entfernten Świnoujście (Swinemünde).
Die Stadt ist über die Bahnlinie Stettin–Goleniów–Koszalin zu erreichen. Betreiber der Linie ist die Przewozy Regionalne.
Die Landesstraße 6 (Stettin–Danzig), die durch Nowograd verlief, wurde durch den Neubau der Schnellstraße S6 als Umgehung ersetzt. Sie wurde im Bereich Nowograd im Jahr 2011 eingeweiht.

## Partnergemeinden
Partnergemeinden sind:
- Heide (Deutschland), seit 1996
- Gützkow (Deutschland), seit 2000
- Kävlinge (Schweden), seit 2005
- Dubrowyzja (Ukraine), seit 2009
- Gornji Milanovac (Serbien), seit 2009
- Veles (Nordmazedonien), seit 2010

Eine vertragliche Beziehung besteht auch zum Naugarder Kreis e. V. in Deutschland.